# Ornithonyssus
Ornithonyssus ist eine Gattung der Milben, die Blut bei Reptilien, Vögeln und Säugetieren saugen.

## Merkmale
Die Milben haben lange Beine und daher ein eher zeckenartiges Erscheinungsbild. Die Cheliceren sind deutlich kürzer als bei Dermanyssus und haben keine Zähne oder Borsten. Das Dorsalschild bedeckt nahezu den gesamten Körper. Die Weibchen haben ein tropfenförmiges Analschild, welches deutlich schmaler als lang ist. Das Sternalschild ist meist rechteckig und trägt zwei bis drei Borstenpaare. Das Genitalschild ist hinten zugespitzt. Auf den Tibiae sind zwei bis vier Borstenpaare angeordnet. Der Anus liegt am Vorderrand der Analplatte.

## Arten
- Ornithonyssus acrobates
- Ornithonyssus africanus
- Ornithonyssus bacoti, Tropische Rattenmilbe
- Ornithonyssus benoiti
- Ornithonyssus bursa
- Ornithonyssus campester
- Ornithonyssus capensis
- Ornithonyssus conciliatus
- Ornithonyssus costai
- Ornithonyssus dasyuri
- Ornithonyssus desultorius
- Ornithonyssus flexus
- Ornithonyssus garridoi
- Ornithonyssus hypertrichus
- Ornithonyssus jayanti
- Ornithonyssus kochi
- Ornithonyssus latro
- Ornithonyssus longisetosus
- Ornithonyssus lukoschusi
- Ornithonyssus matogrosso
- Ornithonyssus noeli
- Ornithonyssus nyctinomi
- Ornithonyssus petauri
- Ornithonyssus pereirai
- Ornithonyssus pipistrelli
- Ornithonyssus praedo
- Ornithonyssus roseinnesi
- Ornithonyssus simulatus
- Ornithonyssus spinosa
- Ornithonyssus stigmaticus
- Ornithonyssus sylviarum, Nordische Vogelmilbe
- Ornithonyssus taphozous